# Artur Pereira e Oliveira
Artur Pereira e Oliveira (30 de agosto de 1909 — 2 de março de 2000) foi um médico e escritor brasileiro.